# Архангельское Куроедово
Архангельское Куроедово — село в Вешкаймском районе Ульяновской области России. Входит в состав Ермоловского сельского поселения.

## География
Село находится в северо-западной части Ульяновской области, в лесостепной зоне, в пределах Приволжской возвышенности, на правом берегу реки Белый Ключ, на расстоянии примерно 19 километров (по прямой) к юго-западу от Вешкаймы, административного центра района. Абсолютная высота — 216 метров над уровнем моря.
Климат
Климат характеризуется как умеренно континентальный, с тёплым летом и умеренно холодной зимой. Средняя температура воздуха самого тёплого месяца (июля) — 20,4 °C (абсолютный максимум — 38 °C); самого холодного (января) — −14 °C (абсолютный минимум — −48 °C). Среднегодовое количество атмосферных осадков составляет 395—521 мм. Снежный покров образуется в конце ноября и держится в течение 128 дней.
Часовой пояс
Село Архангельское Куроедово, как и вся Ульяновская область, находится в часовой зоне МСК+1. Смещение применяемого времени относительно UTC составляет +4:00.

## История
Основано предположительно в конце XVII - начале XVIII вв. 
В 1780 году прихожанами был построен деревянный храм. Престолов в нем два: главный (холодный) во имя Архистратига Божия Михаила и в приделе (теплый) во имя Святителя и Чудотворца Николая. Есть усыпальница. 
На 1780 год, при создании Симбирского наместничества, село Архангельское Куроедово тож, при колодезях, помещиковых крестьян, вошло в состав Карсунского уезда.
В 1859 году село Архангельское (Куроедово) находилось в 1-м стане Карсунского уезда, имелась церковь.
Начальная школа  в селе была открыта в 1863 г. и в 1876 г. закрылась. 7 октября 1886 г. в селе открылась церковно-приходская школа, в 1899 году она сгорела, но в 1900 году построено новое здание. 
В 1913 году в селе имелись церковь, церковно-приходская школа, общественная мукомольная мельница и сторожка удельного ведомства. 
В 1930 году образован колхоз имени Буденного, в 1940-х переименован в колхоз «Победа», в 1950 году вошёл в состав колхоза имени Чапаева Мордовско-Белоключёвского сельсовета.
С Великой Отечественной войны домой в Архангельское Куроедово не вернулись более 40 уроженцев, их имена названы в областной Книге Памяти. 
В 1996 году действовало отделение сельскохозяйственного производственного кооператива «Рассвет». 

## Население
| 2010 |
| ---- |
| 5    |

Национальный состав
В 1859 г. в селе Архангельское (Куроедово)  250 человек, в 1913 г. – 435 жителей,  в 1996 г. – 18. Согласно результатам переписи 2002 года, в национальной структуре населения русские составляли 75 % из 12 чел. В 2013 г. – 2 человека.

## Достопримечательности
Летом 2004 г. ульяновскими археологами были раскопаны погребения грунтового могильника на северо-западной окраине с. Архангельское Куроедово, у реки Туарма, оставленные мордовским (эрзянским) населением. В ходе раскопок были выявлены предметы из цветного металла (ювелирные украшения, монеты), железные изделия (нож и кресало), изделия из стекла и камня (бусы), раковины-каури и другие. Выявленные материалы позволяют судить о жизни, занятиях и быте древних земляков до начала русской колонизации края. Между этим селом и деревней Мордовская Кандарать сохранилась часть Пензенского тракта с посаженными по его обеим сторонам соснами – памятник истории местного значения, находящийся под охраной государства.